# Afroneta elgonensis
Afroneta elgonensis là một loài nhện trong họ Linyphiidae.
Loài này thuộc chi Afroneta. Afroneta elgonensis được Merrett miêu tả năm 2004.